# Martin Peleikis
Martin Peleikis (* 28. Januar 1928 in Hamburg; † 20. August 2016 in Gelsenkirchen) war ein deutscher Opernsänger und Generalintendant des Saarländischen Staatstheaters.

## Leben und Wirken
Martin Peleikis absolvierte eine Ausbildung als Kaufmann und für Gesang. In den Jahren von 1952 bis 1963 war er als Tenor an verschiedenen Theatern engagiert, so auch am Theater der Freundschaft in Halle/Saale. Er wechselte in die Theaterverwaltung und war hier für den verwaltungsmäßigen Betrieb verantwortlich. Bevor er 1972 Verwaltungsdirektor des Stadttheaters Saarbrücken  wurde, war er in gleicher Position beim Theater in Oldenburg beschäftigt. 1975 erhielt er die Ernennung zum Generalintendanten.
1982 wurde die Alte Feuerwache eröffnet, die zur zweitgrößten Spielstätte des Saarbrücker Staatstheaters wurde.
1988 übernahm das Saarland die gesamte Trägerschaft und Peleikis wurde Gründungsintendant der geplanten Staatstheater GmbH. Ein Jahr später, 1989, wurde die Rechtsform des Staatstheaters in „GmbH“ geändert und das Saarländische Landestheater von der Staatstheater GmbH übernommen.
1991 beendete er sein Engagement, Kurt Josef Schildknecht wurde sein Nachfolger.